# Ortalischema maritimum
Ortalischema maritimum är en tvåvingeart som beskrevs av Ozerov 1985. Ortalischema maritimum ingår i släktet Ortalischema och familjen svängflugor. Inga underarter finns listade i Catalogue of Life.